# 服部南郭

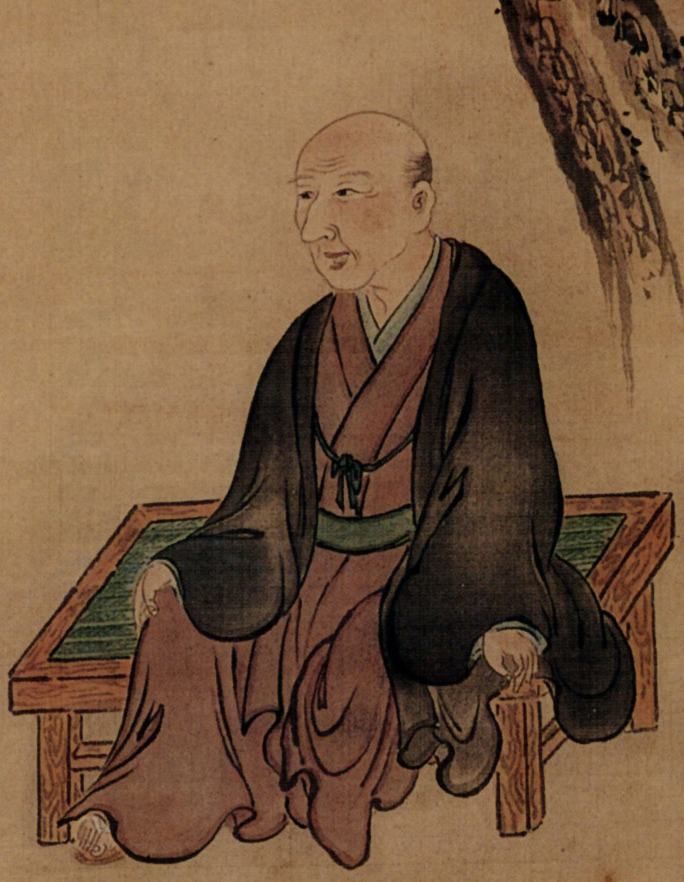
服部南郭像　伝忍海上人筆

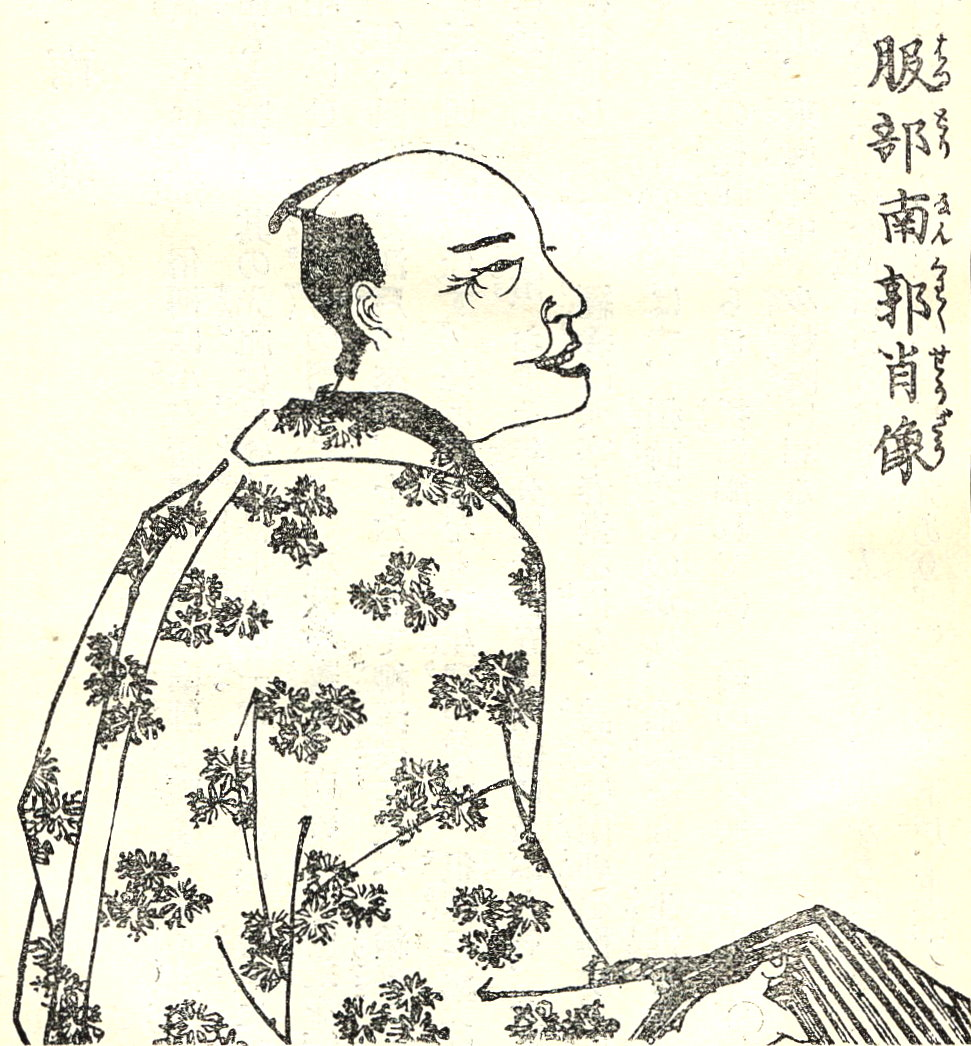
服部南郭像

服部 南郭（はっとり なんかく、天和3年9月24日（1683年11月12日） - 宝暦9年6月21日（1759年7月15日））は、江戸時代中期の日本の儒者、漢詩人、画家であり、荻生徂徠の高弟として知られる。
姓は服部、自ら修めて服と為す、名は元喬（げんきょう）、通称は幸八（こうはち）、後に小右衛門、字は子遷、南郭は号、他に芙蕖館（ふきょかん）、又芙蓉館（ふようかん）と号す、画号は周雪、観翁など。中国風に服南郭、服元喬、服子遷と名乗ることもあった。

## 生涯
京都の裕福な町人の服部元矩（もとちか）の次男として生まれる。母は蒔絵師の山本春正の娘吟子（ぎんこ）。父元矩は北村季吟に師事したこともあり、南郭は和歌や連歌など文雅の教養豊かな家庭で育ち、歌や絵の手ほどき以外にも「四書」や「三体詩」などを教えられる。13歳の時、父を亡くすと縁故を頼りに江戸に下る。17歳の頃、甲府藩主柳沢侯に歌と画業を認められ、これより18年間仕えることとなる。柳沢家には多くの優れた学者（細井広沢、志村禎幹、荻生徂徠、鞍岡蘇山、渡辺幹など）が仕えていたが、このうち荻生徂徠を慕い、やがて漢学に転向する。柳沢吉保が死去して4年後の享保3年（1718年）、跡を継いだ柳沢吉里に疎んぜられ職を退く。
南郭は不忍池の畔に居を構え、塾を開くが、ここを芙蕖館と名づけた。以来、幾度も転居するが芙蕖館と名乗り続ける。徂徠の蘐園学派の双璧とされた南郭の門には多数の門人が列をなし、たいへん盛んだった。
南郭は温順な性格であり、十数年来の友の高野蘭亭は南郭が人と争うことを見たことがなく、人の悪口を言ったことがなく、さらには怒ったり喜んだりしたことさえ見たことがないと伝えている。養子の元雄（服部白賁）は、南郭が家族に対しても自らの履歴を隠し誕生日さえ伝えてこなかったと墓誌銘に寄せている。このような甚だしい自己韜晦に南郭の文人としての隠逸志向が見て取れる。
享年77。東海寺（東京都品川区）に墓がある。

## 学統
南郭は師・荻生徂徠から徂徠学（古文辞学）を教わり、太宰春台とともに蘐園学派の双璧とされた。しかし蘐園学派は太宰春台や山県周南の経学派と南郭、安藤東野、平野金華の詩文派に事実上分裂した。徂徠学は人間性を画一的に捉える朱子学を批判し、人間の個性を肯定的に捉えようとする学派であり、そのために古語の理解は不可欠とする。詩文においては盛唐の詩を是とした。南郭はもともと国風の和歌、連歌の素養があり、この盛唐詩の風雅をよく理解したといえる。政治や兵法書に興味を持たなかった南郭は、春台らの古文辞への痛烈な批判を全く無視し政治的現実から韜晦し、ひたすら詩文を楽しみ、そこに人間性の解放を求めた。日本文人の源流として南郭を位置づける所以である。

## 画業
南郭は雪舟、周文、狩野元信に私淑し、自ら俗書と批判した「八種画譜」などの模写を通じて独学で画業を学ぶ。師である荻生徂徠からも画技を得たとされる。山水画、人物画を得意とし、日本文人画の先覚者のひとりとされる。　

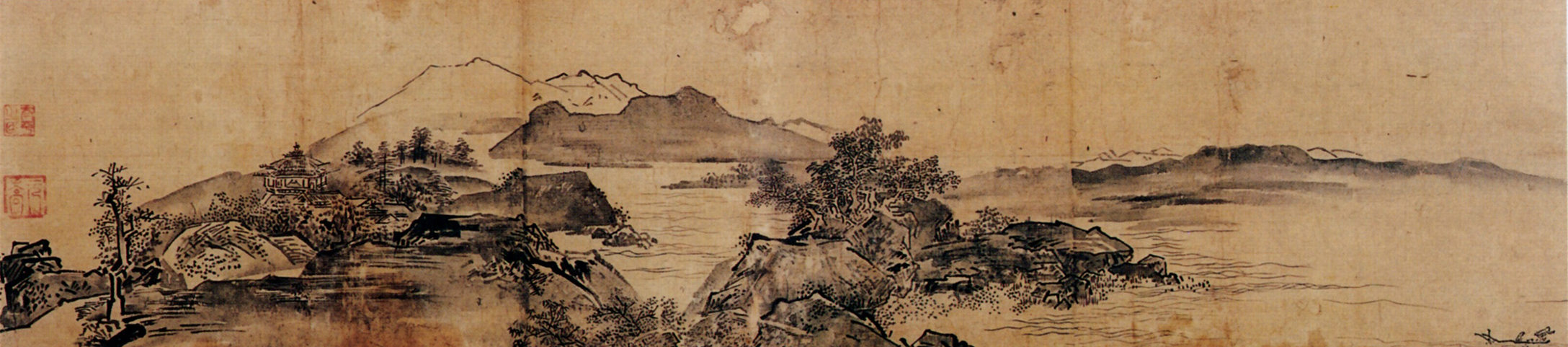
服部南郭筆 山水図

## 門弟
- 鵜殿士寧
- 望月鹿門
- 松下烏石
- 熊本華山
- 湯浅常山
- 片山兼山
- 秋山玉山
- 広津藍渓
- 服部仲英 - 養子
- 国富鳳山

## 著作
- 『唐詩選国字解』
- 『唐詩品彙』
- 『文筌小言』
- 『南郭先生燈下書』
- 『郭注荘子』
- 『南郭先生文集』全四編四十巻二十四冊
- 『大東世語』

## 校注文献
- 日野龍夫校注「南郭先生文集(抄)」-『日本思想大系37　徂徠学派』に所収、岩波書店、1972年。頼惟勤編者代表
- 日野龍夫校注 『唐詩選国字解』 平凡社〈東洋文庫〉全3巻、1982年、ワイド版2006年。電子書籍版、2024年
- 日野龍夫編・解説 『南郭先生文集　近世儒家文集集成7』 ぺりかん社、1985年
- 山本和義訳注・解説 『江戸詩人選集3　服部南郭　祇園南海』 岩波書店、1991年、再版2001年　ISBN 4000915932
- 疋田啓佑訳・解説 『叢書日本の思想家17　太宰春台・服部南郭』 明徳出版社、1995年。太宰は田尻祐一郎が担当
- 角田九華『近世叢語 巻二』 復刻「近世文芸者伝記叢書8」ゆまに書房

## 関連文献
- 中村幸彦 「文人 服部南郭論」中央公論社「中村幸彦著述集 第1巻」より。
- 日野龍夫 『服部南郭伝攷』ぺりかん社、1999年。ISBN 4831508675
- 『江戸の儒学　日野龍夫著作集 第一巻』ぺりかん社、2005年。ISBN 4831511021
- 丸山真男 「近世儒教の発展における徂徠学の特質並にその国学との関連」。